# شوجیت سیرکار
شوجیت سیرکار (بنگالی: সুজিত সরকার) یک کارگردان اهل هند است.
وی کارگردان فیلم‌هایی همچون پیکو بوده است.